# Bedingte Verteilung
Die bedingte Verteilung von Zufallsvariablen ist in der Stochastik eine Möglichkeit, eine multivariate Verteilung mithilfe der Randverteilungen so abzuändern, dass die neu entstandene Verteilung schon vorhandenes Wissen über die Werte von einer oder mehreren Zufallsvariablen berücksichtigt. Bedingte Verteilungen spielen eine wichtige Rolle in der Bayesschen Statistik, beispielsweise zur Definition der A-posteriori-Wahrscheinlichkeiten. Die bedingte Verteilung basiert auf dem Konzept der (elementaren) bedingten Wahrscheinlichkeit und weist daher Defizite bezüglich Allgemeingültigkeit und im Umgang mit Nullmengen auf. Die wesentlich allgemeinere reguläre bedingte Verteilung, welche auf dem bedingten Erwartungswert aufbaut, hat diese strukturellen Probleme nicht, ist aber auch weitaus technischer.

## Definition

### Diskreter Fall
Gegeben sei eine zweidimensionale Zufallsvariable {\displaystyle Z=(X,Y)} auf {\displaystyle \mathbb {Z} ^{2}} mit gemeinsamer Wahrscheinlichkeitsfunktion {\displaystyle f(x,y)} sowie die Randverteilung bezüglich {\displaystyle Y} und entsprechender Randwahrscheinlichkeitsfunktion {\displaystyle f_{Y}(y)}. Dann heißt für {\displaystyle P(Y=y)>0} die Zufallsvariable mit Wahrscheinlichkeitsfunktion
{\displaystyle f(x|y):={\frac {P(X=x,Y=y)}{P(Y=y)}}={\frac {f(x,y)}{f_{Y}(y)}}}
die bedingte Verteilung von {\displaystyle X} gegeben {\displaystyle Y=y}, die Wahrscheinlichkeitsfunktion wird auch bedingte Wahrscheinlichkeitsfunktion genannt. Das zugehörige Wahrscheinlichkeitsmaß wird meist mit {\displaystyle P_{X|Y=y}} bezeichnet.

### Stetiger Fall
Gegeben sei eine Zufallsvariable {\displaystyle Z=(X,Y)} auf {\displaystyle \mathbb {R} ^{2}}. Dann ist die Verteilungsfunktion 
{\displaystyle F(x|y)=\lim _{h\downarrow 0}P(X\leq x|y\leq Y\leq y+h)}
die bedingte Verteilungsfunktion von {\displaystyle X} gegeben {\displaystyle Y=y}.
Existiert eine gemeinsame Dichte {\displaystyle f(x,y)} von {\displaystyle X} und {\displaystyle Y} und existiert die Randdichte {\displaystyle f_{Y}(y)} bezüglich {\displaystyle Y} und ist ungleich null, so hat die bedingte Verteilung die bedingte Dichte
{\displaystyle f(x|y)={\frac {f(x,y)}{f_{Y}(y)}}}.

## Beispiel
Betrachte als Beispiel eine multinomialverteilte Zufallsvariable {\displaystyle Z=(X,Y)}, also {\displaystyle Z\sim M(n,(p,1-p))}. Sie besitzt die Wahrscheinlichkeitsfunktion
{\displaystyle f_{Z}(x,y)\;=\;{\begin{cases}{n \choose x,y}\;p^{x}(1-p)^{y}&{\mbox{wenn }}x+y=n\\0&{\mbox{sonst}}\end{cases}}},
die Randwahrscheinlichkeit bezüglich {\displaystyle X} ist binomialverteilt, also ist
{\displaystyle f_{X}(x)={n \choose x}p^{x}(1-p)^{(n-x)}}.
Für die bedingte Wahrscheinlichkeitsfunktion ergibt sich dann
{\displaystyle f(y|x)={\frac {f_{Z}(x,y)}{f_{X}(x)}}={\begin{cases}1&{\text{ falls }}y=n-x\\0&{\text{ sonst }}\end{cases}}}.
Dies ist nicht verwunderlich, da die beiden Zufallsvariablen über {\displaystyle x+y=n} miteinander gekoppelt sind. Die Summe der Erfolge muss immer {\displaystyle n} ergeben, daher bestimmt auch das Ergebnis von {\displaystyle X} bereits das Ergebnis von {\displaystyle Y}. Somit ist hier die bedingte Wahrscheinlichkeit deterministisch.